# Aarón Galindo
Aarón Galindo (Ciudad de México; 8 de mayo de 1982) es un exfutbolista mexicano, jugaba en la posición de defensa central. Su último equipo fue el Club Deportivo Toledo de España.

## Trayectoria

### Cruz Azul
Desde muy pequeño el fútbol se convirtió en su deporte favorito y desde entonces decidió convertirse en futbolista, para lograr su objetivo entró a las fuerzas básicas del Cruz Azul, en la Ciudad de México. Con este equipo sería con el que años más tarde debutaría en torneo de verano 2002. Gracias a su liderazgo y disciplina fue elegido capitán del equipo, pese a que había jugadores más experimentados que él.
Durante la Copa FIFA Confederaciones 2005, fue suspendido por dopaje al igual que Salvador Carmona, impidiéndoles participar en cualquier torneo durante un año.

### Hércules F.C.
Fue fichado por Hércules CF de la segunda división española, en 2006, equipo en el que no tuvo mucha participación. Existieron rumores de que podría ir a jugar a la MLS con Chivas USA.

### Grasshopper
Fue fichado por el Grasshopper-Club Zürich de Suiza, debutando en esa liga el 10 de febrero de 2007 enfrentó al FC Zürich, jugando los 90 minutos, en su segundo juego logró hacer su primera anotación en la liga frente al FC Thun. 

### Eintracht Fráncfort
Jugó para el Eintracht Fráncfort, de la Bundesliga donde fue titular, siendo el primer mexicano en ir por primera vez al equipo alemán. 

### Club Deportivo Guadalajara
A partir de enero de 2009 Aarón Galindo es traspasado oficialmente al Club Deportivo Guadalajara siendo oficializado por la página de internet de su antiguo club, al finalizar el Bicentenario 2010, tras recibir varias ofertas europeas, y sin presentarse a la pretemporada con Chivas, José Luis Real, dejó fuera a Aarón Galindo, quedando un año sin jugar.

### Club Santos Laguna
En junio de 2011, había recibido mayoría de ofertas de equipos del Ascenso MX, el más fuerte era el equipo de Irapuato, donde estaba cerca de llegar pero el Club Santos Laguna, ofreció el triple llegando a un acuerdo con el Club Deportivo Guadalajara, convirtiéndose en el segundo refuerzo de cara al Apertura 2011.

### Deportivo Toluca
En mayo de 2013, Santos Laguna no requirió más de sus servicios y por petición del técnico José Saturnino Cardozo, se convierte en el primer refuerzo de los Diablos Rojos del Toluca de cara al Apertura 2013, la transacción fue de 3 millones de dólares.

### Club Deportivo Toledo
En agosto de 2017 vuelve a Europa para jugar en el CD Toledo, militando el club castellano en la Segunda División B de España. Sería su último equipo ya que a inicios de 2019 anunció su retirada como futbolista profesional.

## Selección nacional
Las actuaciones de Galindo en el Cruz Azul, llamarían la atención del entonces seleccionador de la Selección Nacional Mexicana Enrique Meza, quien lo convocaría en cuatro ocasiones para el Mundial Sub-17 de Nueva Zelanda de 1999.
Durante el tiempo que Javier Aguirre dirigió la selección no fue convocado. 
Galindo llamó la atención de Ricardo Antonio La Volpe, llamándolo a la selección en once ocasiones y convirtiéndose en pieza clave para el funcionamiento del cuadro dirigido por La Volpe.
Convocándolo para jugar en Los Juegos Olímpicos de Atenas 2004
y a la Copa FIFA Confederaciones 2005 donde Galindo tuvo su última participación en la selección, jugando los encuentros frente a Japón y Brasil con victorias para los Mexicanos, el encuentro frente a los Sudamericanos fue la última vez que Galindo jugó con la selección (15 ocasiones en total). Galindo y su entonces compañero de equipo Salvador Carmona, fueron suspendidos debido a un problema de dopaje durante esta copa. La FIFA impuso como castigo que los jugadores estuvieran un año fuera de todo campeonato oficial, abandonando la concentración con su selección y no pudieran terminar la temporada con su equipo Cruz Azul.
Después de ese caso insólito Aarón es llamado nuevamente, esta vez en el mando de Hugo Sánchez para disputar el partido contra la selección de Ghana en Londres, Inglaterra el 26 de marzo de 2008.

### Participaciones en Copa FIFA Confederaciones
| Copa                           | Sede     | Resultado    |
| ------------------------------ | -------- | ------------ |
| Copa FIFA Confederaciones 2005 | Alemania | Cuarto lugar |

### Participaciones en Juegos Olímpicos
| Copa                            | Sede   | Resultado    |
| ------------------------------- | ------ | ------------ |
| Juegos Olímpicos de Atenas 2004 | Grecia | Primera Fase |

## Clubes
| Club                       | País     | Año       |
| -------------------------- | -------- | --------- |
| Cruz Azul                  | México   | 2001-2005 |
| Hércules Club de Fútbol    | España   | 2006      |
| Grasshopper-Club Zürich    | Suiza    | 2007      |
| Eintracht Fráncfort        | Alemania | 2007-2008 |
| Club Deportivo Guadalajara | México   | 2009-2010 |
| Club Santos Laguna         | México   | 2011-2013 |
| Deportivo Toluca           | México   | 2013-2017 |
| Toledo                     | España   | 2017-2018 |

## Palmarés

### Campeonatos nacionales
| Título          | Club          | País   | Año  |
| --------------- | ------------- | ------ | ---- |
| Torneo Clausura | Santos Laguna | México | 2012 |